# Arkesilaos
Arkesilaos (griechisch Ἀρκεσίλαος Arkesílaos, andere Namensform Ἀρκεσίλας Arkesílas; * um 315 v. Chr.; † 241/240 v. Chr. in Athen) war ein antiker griechischer Philosoph. Nach seiner Heimatstadt wird er auch Arkesilaos von Pitane genannt. Er lebte in Athen und gehörte der Platonischen Akademie an, die er jahrzehntelang als Scholarch leitete und der er eine neue Ausrichtung gab. Mit ihm begann die Epoche der später so bezeichneten Jüngeren („skeptischen“) Akademie, die auch (weniger passend) „Mittlere Akademie“ genannt wird.

Fragment über Arkesilaos aus den Academica des Philodemos (Papyrus Herculanensis 1021, Spalte 17 der Oxforder Abschrift)

Seine Philosophie geht von der Erfahrung der Aporie (Ausweglosigkeit) aus, die in manchen Dialogen Platons eine zentrale Rolle spielt. Wenn hartnäckige Versuche, definitive, unwiderlegbare Antworten auf philosophische Fragen zu finden, gescheitert sind, stellt sich eine „aporetische“ Ratlosigkeit ein. Alte scheinbare Gewissheiten haben sich im Verlauf einer philosophischen Untersuchung als fragwürdig erwiesen, ohne dass es gelungen ist, neue Sicherheiten an ihre Stelle zu setzen. Aus der Verallgemeinerung solcher Erfahrungen und aus einer eingehenden Analyse des Erkenntnisvorgangs ergibt sich ein grundsätzlicher Zweifel an der Fähigkeit des Verstandes, gesichertes Wissen hervorzubringen. Überdies meint Arkesilaos, zeigen zu können, dass sich zu jeder beliebigen philosophischen Aussage starke Gegenargumente finden lassen. Daher betrachtet er es als ein Gebot der Redlichkeit, sich generell des Urteilens zu enthalten, also darauf zu verzichten, bloße Meinungen als Urteile mit Wahrheitsanspruch zu formulieren. Damit wird er zum Begründer des Skeptizismus innerhalb der Platonischen Akademie, der dort in der Folgezeit bis ins frühe 1. Jahrhundert v. Chr. die herrschende Richtung bleibt. Der akademische Skeptizismus steht in Wechselwirkung mit einer ähnlichen außerakademischen Strömung, dem Pyrrhonismus („pyrrhonische Skepsis“).

## Leben
Arkesilaos stammte aus der Stadt Pitane in der Aiolis an der Nordwestküste Kleinasiens. Sein Vater Seuthes trug einen thrakischen Namen. Die Familie war begütert. Als sein Vater starb, war er noch unmündig. Daher wurde er der Vormundschaft seines Halbbruders Moireas unterstellt. In seiner Heimat erhielt er Unterricht bei dem Astronomen und Mathematiker Autolykos von Pitane.
Nach dem Wunsch seines Vormunds sollte er sich zum Redner ausbilden lassen, aber er zog die Philosophie vor. Mit der Unterstützung eines anderen Halbbruders konnte er seinen Willen durchsetzen. Zum Studium begab er sich nach Athen. Dort waren der Musiktheoretiker Xanthos und der Mathematiker Hipponikos seine Lehrer. Er schloss sich dem peripatetischen Philosophen Theophrast an, bei dem er aber wohl mehr rhetorischen als philosophischen Unterricht erhielt. Später wurde er von dem Platoniker Krantor für die Akademie gewonnen; Theophrast bedauerte den Weggang des begabten Schülers. Fortan war Arkesilaos mit Krantor eng befreundet. Nach dessen Tod gab er hinterlassene Schriften des Verstorbenen heraus. Er nahm am Unterricht der Scholarchen Polemon und Krates teil und äußerte seine hohe Bewunderung für diese beiden Philosophen. Nach dem Tode des Krates übernahm er zwischen 268 und 264 die Leitung der Akademie, nachdem ein zunächst in dieses Amt gewählter Philosoph namens Sokratides verzichtet hatte.
In Debatten verfolgte Arkesilaos wie Sokrates das Ziel, unberechtigte Wissensansprüche zurückzuweisen. Dabei ging er aber anders vor als das klassische Vorbild. Er verzichtete auf die sokratische Ironie und das Bekenntnis der eigenen Unwissenheit. Anstelle des sokratischen Dialogs mit Fragen und kurzen Antworten wählte er gewöhnlich eine Vorgehensweise, bei der er erst den Gesprächspartner ausführlich zu Wort kommen ließ, dann auf dessen Darlegungen einging und ihm schließlich Gelegenheit zu einer Erwiderung bot. Er begnügte sich nicht damit, nach Sokrates’ Vorbild dem anderen die mangelnde Stringenz von dessen Argumentation vor Augen zu führen. Vielmehr wollte er die Geltung seiner These zeigen, nach der es zu jeder Aussage eine Gegenthese gibt, die mit Argumenten von vergleichbarem Gewicht begründet werden kann, was zur Folge hat, dass man sich einer Entscheidung zu enthalten hat.
Arkesilaos war freigebig und gewährte vielen Bedürftigen diskret finanzielle Unterstützung. Seine außergewöhnliche Überzeugungsfähigkeit brachte ihm zahlreiche Schüler ein, obwohl er auch als scharfer Tadler bekannt war und zum Spott neigte. Sein klares, präzises Denken, sein rhetorisches und didaktisches Geschick, sein Humor und seine Schlagfertigkeit fanden Anerkennung. Von wohlgesinnter Seite wurde er als frei von Eitelkeit beschrieben, während Gegner ihm Ruhmsucht unterstellten. Er ermutigte seine Schüler, auch andere Lehrer außerhalb der Akademie zu hören. Trotz scharfer sachlicher Gegensätze zu anderen Schulrichtungen behandelte er deren Anhänger respektvoll; öffentliche persönliche Polemik gegen sie gestattete er seinen Schülern nicht. Als sein Schüler Baton, ein Komödiendichter, einen Vertreter einer gegnerischen philosophischen Richtung auf der Bühne angegriffen hatte, verbot er ihm die Teilnahme an seinen Lehrveranstaltungen und zwang ihn so zu einer Entschuldigung.
Er blieb unverheiratet und hatte keine Kinder. Sein Hauptgönner war Eumenes I., der Herrscher von Pergamon, der ihn als Mäzen großzügig unterstützte. Mit Hierokles, dem makedonischen Kommandanten des Hafens Piräus und der dortigen Festung Munichia, war er eng befreundet. Als Gesandter Athens suchte er den König Antigonos Gonatas auf, doch blieb diese Reise erfolglos. Ansonsten hielt er sich von Staatsgeschäften fern und verbrachte fast seine ganze Zeit in der Akademie.
Arkesilaos war kein Befürworter der Askese, sondern leiblichen Genüssen zugetan. Daher wurde von gegnerischer Seite behauptet, er sei an übermäßigem Weingenuss, der seinen Verstand verwirrte, gestorben. Anstoß erregte er durch sein Zusammenleben mit Hetären, zu dem er sich offen bekannte. Dabei berief er sich auf die Grundsätze des Aristippos von Kyrene, der die Auffassung vertreten hatte, Luxus und auch der Umgang mit Hetären sei mit einer philosophischen Lebensführung vereinbar, solange man sich davon nicht innerlich abhängig mache.
Anscheinend leitete er die Akademie bis zu seinem Tode im Jahr 241 oder 240. Sein Schüler Lakydes trat die Nachfolge an.

## Werke
Einer von Diogenes Laertios mitgeteilten, auch Plutarch bekannten Behauptung zufolge verfasste Arkesilaos keine Schriften. Nach einem gegenteiligen Bericht, den Diogenes Laertios in anderem Zusammenhang erwähnt, gab es aber Werke von ihm, denn es wurde behauptet, er habe Eumenes I. zum Dank für großzügige Geschenke Schriften gewidmet. In seiner Jugend soll er eine Abhandlung über den Dichter Ion von Chios verfasst haben. Erhalten sind nur zwei kurze, von Diogenes Laertios wiedergegebene Gedichte und ein Brief an einen Verwandten, der sein Testament betrifft. Möglicherweise schrieb Arkesilaos, bevor er Scholarch wurde, den Zweiten Alkibiades, einen pseudoplatonischen Dialog.

## Lehre

### Erkenntnistheoretische Skepsis
Arkesilaos gab der Akademie faktisch eine völlig neue Ausrichtung, obwohl er nachdrücklich behauptete, kein Neuerer zu sein, und sich auf Sokrates und Platon berief, deren authentische Philosophie er zu vertreten meinte. Dabei legte er das Hauptgewicht auf die Tradition der Sokratik. Den Ausgangspunkt seines Denkens bildete die sokratische Frage nach der Erreichbarkeit sicheren Wissens. Wie Sokrates argumentierte er gegen fremde Ansichten mit dem Ziel, Gewissheiten ins Wanken zu bringen und zu zeigen, dass das angebliche Wissen der Vertreter verschiedener Überzeugungen in Wirklichkeit von unbewiesenen Annahmen ausgehe und es sich daher um bloße Meinungen handle. Er beschränkte sich aber nicht darauf, vermeintliches Wissen mittels der sokratischen Dialektik im Einzelfall als Scheinwissen zu entlarven, sondern wandte sich der erkenntnistheoretischen Frage nach dessen Entstehung zu. Dabei kam er zum Ergebnis, dass die Behauptung, ein gesichertes Wissen erlangt zu haben, prinzipiell nicht verifizierbar sei, denn der Erkenntnisvorgang sei seiner Beschaffenheit nach ungeeignet, ein Weg zu einer begründeten Gewissheit zu sein. Dies könne für jede denkbare Annahme gezeigt werden, denn es sei möglich, gegen jede beliebige Behauptung so gewichtige Gegengründe anzuführen, dass ein Gleichgewicht entstehe und eine Entscheidung unmöglich sei. Daher sei die einzige für einen Philosophen angemessene Haltung die Enthaltung (epochḗ) vom Urteil, der Verzicht auf die Formulierung einer Lehrmeinung. Damit gab Arkesilaos die traditionell in der Akademie gepflegte Ontologie und überhaupt das philosophische Wahrheitsstreben auf, womit er sich trotz seiner Bewunderung für Platon von dessen Lehre entfernte. Seine Skepsis bezog sich nicht nur auf die Sinneswahrnehmung, der schon Platon misstraut hatte, sondern auch auf die Möglichkeit von Wissen über Intelligibles wie die platonischen Ideen.
Arkesilaos entwickelte keine eigene Erkenntnistheorie, denn für eine solche Lehrmeinung hätte er einen Wahrheitsanspruch erheben müssen, der ihn in Konflikt mit seiner eigenen Skepsis gebracht hätte. Vielmehr wandte er sich gegen die Erkenntnistheorie der Stoiker, einer damals neuen, mit der Akademie rivalisierenden Philosophenschule. In der Auseinandersetzung mit der stoischen Erkenntnislehre versuchte er anhand des Modells der Stoiker die Unerreichbarkeit sicherer Erkenntnis aufzuzeigen. Die Stoiker gingen davon aus, dass jeder Erkenntnisvorgang darin besteht, dass zunächst eine Vorstellung entsteht, der das erkennende Individuum dann seine Zustimmung gibt oder verweigert. Neben dem Wissen, das nur dem Weisen zugänglich sei, und den bloßen Meinungen der törichten Menge gebe es das „Erfassen“ (katálēpsis) eines einzelnen Sachverhalts, das geschehe, wenn man einer zuverlässigen Vorstellung zustimmt. Der Weise könne aus solchen Erfassungen ein unverlierbares, systematisch geordnetes Wissen als Gesamtverständnis ableiten, während der Nichtweise außerstande sei, seine einzelnen Erfassungen, die ohnehin mit Meinungen durchsetzt seien, zu einem wirklichkeitsgemäßen Verständnis objektiver Realität auszubauen. Jeder einzelne Erfassungsakt eines Weisen oder Nichtweisen verschaffe ihm aber Zugang zu einem bestimmten unzweifelhaft wahren Sachverhalt. Dagegen argumentierte Arkesilaos, eine erfassungsvermittelnde Vorstellung (katalēptikḗ phantasía), der man Zuverlässigkeit zuschreiben könnte, sei nicht aufzeigbar. Von solcher Art ist eine Vorstellung nach der stoischen Definition dann, wenn sie wahr ist und nicht auch falsch sein könnte. Diese Eigenschaft lässt sich aber Arkesilaos’ Kritik zufolge keiner einzigen Vorstellung zuweisen. Für die stoische Behauptung, manche Vorstellungen seien so evident wahr, dass für Zweifel kein Raum bleibe, gebe es keinen Beweis.
Arkesilaos untermauerte seine Argumentation, indem er viele verschiedenartige („bunte“) Überlegungen anführte. Wahrscheinlich stammt ein Großteil der anonym überlieferten Argumente und Beispiele der skeptischen Akademiker von ihm. Es handelt sich unter anderem um folgende Überlegungen: Das sinnliche Erkennen könne keine Gewissheit verschaffen, da Wahnvorstellungen, Träume, Sinnestäuschungen und die extreme Ähnlichkeit verwechselbarer gleichartiger Dinge die Fragwürdigkeit des naiven Glaubens an die Zuverlässigkeit von Sinneswahrnehmungen aufzeigten. Zu jeder richtigen Vorstellung, die eine korrekte Wahrnehmung von etwas Wirklichem ermögliche, gebe es eine von ihr nicht unterscheidbare falsche, mit der sie verwechselt werden könne (Prinzip der Aparallaxie). Eine saubere Abgrenzung des zuverlässigen Erfassens vom unzuverlässigen Meinen sei unmöglich, da dafür kein objektives Kriterium benannt werden könne. Jede Entscheidung, ab einem bestimmten Maß an angenommener Vertrauenswürdigkeit eine Vorstellung für zuverlässig zu erklären, sei so willkürlich wie die Entscheidung, eine Menge von Getreidekörnern, sobald eine genau bestimmte Anzahl von Körnern erreicht wird, als Haufen zu bezeichnen („Haufenschluss“). Daraus sei zu ersehen, dass nicht nur die von Sinneswahrnehmungen ausgehende naive, gewohnheitsmäßige Anschauung für die Erkenntnisgewinnung untauglich sei, sondern auch der Vorgang der Begriffsbildung wegen seines Mangels an Präzision fundamentaler Kritik unterworfen werden müsse. Mit solchen Argumenten sollte das stoische Konzept der Erfassung als Illusion entlarvt werden.
Schon in der Antike war unklar, wie konsequent Arkesilaos seinen Skeptizismus durchgeführt hat, und auch in der modernen Forschung sind darüber unterschiedliche Ansichten geäußert worden. Cicero berichtet, er sei über Sokrates hinausgegangen, der gesagt hatte, er wisse, dass er nichts wisse; Arkesilaos habe nicht einmal behauptet, über sein eigenes Nichtwissen Gewissheit zu haben. Demnach bezog Arkesilaos seinen eigenen skeptischen Standpunkt in seine Skepsis mit ein und kam mit dieser radikalsten Form skeptischen Denkens einem Einwand von Gegnern zuvor, der lautet, dass der skeptische Zweifel sich selbst aufhebe. Ob Arkesilaos den „Selbsteinschluss“, die Anwendung der skeptischen Kritik auf sich selbst, tatsächlich durchgeführt hat, ist in der Forschung umstritten. Eine Hypothese lautet, er habe die von ihm angenommene Überlegenheit seiner erkenntnistheoretischen Skepsis gegenüber der stoischen Erkenntnislehre nicht dem skeptischen Zweifel unterworfen in dem Sinne, dass er auch hier ein Gleichgewicht konträrer Auffassungen angenommen hätte. Vielmehr sei er der Ansicht gewesen, es handle sich um einen wirklichen Sachverhalt. Im Unterschied zu dem späteren skeptischen Scholarchen Karneades, der eine Wahrscheinlichkeitslehre entwickelte, verzichtete Arkesilaos auf Wahrscheinlichkeitsaussagen, da er für sie ebenso wie für Wahrheitsbehauptungen kein zuverlässiges Unterscheidungskriterium fand.
Die Einführung eines radikalen Skeptizismus in der zuvor von traditionellen Lehrmeinungen geprägten Akademie kam einigen antiken Interpreten so erstaunlich vor, dass sie dahinter einen geheimen Dogmatismus vermuteten. Es gab Gerüchte, nach denen Arkesilaos seine Skepsis nur in der Öffentlichkeit zur Schau trug, in der Akademie jedoch seine Lehrmeinungen einem als würdig erachteten engeren Schülerkreis als Wahrheitsbehauptungen vortrug. Auch in der modernen Forschung ist öfters vermutet worden, Arkesilaos habe Wahrheit gesucht und gemeint sich ihr annähern zu können. Die Skepsis sei keine fundamentale Überzeugung gewesen, sondern habe zu didaktischem Zweck in die Aporie führen sollen und letztlich wie bei Sokrates der Suche nach einer höheren Wahrheit gedient; außerdem sei sie in der Auseinandersetzung mit den Stoikern als Kampfmittel eingesetzt worden. Nach heutigem Forschungsstand ist jedoch davon auszugehen, dass Arkesilaos tatsächlich aus Überzeugung einen konsequenten Skeptizismus vertrat und Zeitgenossen wie der Stoiker Chrysippos ihn mit Recht so verstanden.
Sextus Empiricus, ein Vertreter des auf Pyrrhon von Elis zurückgehenden Pyrrhonismus, eines radikalen Skeptizismus, würdigt ausdrücklich die Nähe der Position des Arkesilaos zur seinigen und betont die Übereinstimmungen. Sonst distanziert er sich jedoch von der akademischen Skepsis, die er nicht für eine echte Skepsis hält und daher nicht so bezeichnet. Er behauptet, die akademische Skepsis unterscheide sich von der pyrrhonischen dadurch, dass sie eine zuverlässige Erfassung einer Wahrheit für prinzipiell unmöglich erkläre, während die Pyrrhoneer einen weniger dogmatischen, also konsequenter skeptischen Standpunkt verträten, wonach die Möglichkeit, dass Wahrheitserfassung gelingt, nicht grundsätzlich ausgeschlossen werden kann. Dem scheint Ciceros Feststellung, Arkesilaos habe in seine Abkehr von jedem Dogmatismus auch seine eigene Position einbezogen, zu widersprechen. Da jedoch Sextus unter den Akademikern, deren Skepsis er für relativ dogmatisch und daher unzulänglich hält, Arkesilaos nicht namentlich anführt, zählt er ihn offenbar nicht zu dieser Gruppe. Er trennt ihn von den anderen Akademikern und rückt ihn in die Nähe des Pyrrhonismus. Daher besteht kein Widerspruch zu Ciceros Äußerung und keine Notwendigkeit, Arkesilaos in diesem Punkt einen Mangel an Konsequenz zu unterstellen.
Die radikale Skepsis hinsichtlich eines menschlichen Zugangs zu gesichertem Wissen schließt solches Wissen bei einer göttlichen Instanz nicht aus. Arkesilaos soll der Ansicht gewesen sein, die Gottheit habe die Wahrheit vor den Menschen verborgen. Ob er damit ein religiöses Bekenntnis ausdrücken wollte, ist zweifelhaft; eine theologische Lehre kann er kaum entwickelt haben, da sein Skeptizismus dafür keine Grundlage bot.

### Ethik
Für Arkesilaos hat der Skeptizismus auch eine ethische Dimension. Er verwirft zwar die Behauptung, ein Wissen über das schlechthin Gute sei erlangbar, und bemerkt scherzhaft, er habe noch nie etwas Gutes gesehen, doch sieht er gerade im Verzicht auf das Einstufen einzelner Vorgänge oder Gegebenheiten als gut oder schlecht etwas unter ethischem Gesichtspunkt Wünschenswertes und Wertvolles. Da bewertende Urteile zu Gemütsbewegungen führen, die der Seelenruhe abträglich sind, ist die Enthaltung von ihnen aus seiner Sicht ethisch erstrebenswert. Auch hier stimmt seine Position – wie Sextus Empiricus feststellt – mit derjenigen des pyrrhonischen Skeptizismus überein. Allerdings hält Sextus die pyrrhonische Formulierung, wonach die Urteilsenthaltung nur wie ein sittliches Gut erscheint, für konsequenter skeptisch als diejenige des Arkesilaos, die ein angebliches Wissen darüber, dass Enthaltung wirklich (pros tēn phýsin) ein Gut sei, impliziere. Ob Arkesilaos tatsächlich so apodiktisch formuliert hat, wie Sextus ihm unterstellt, ist ungewiss; möglicherweise stützt sich Sextus auf eine doxographische Überlieferung, welche zurückhaltende Aussagen des Arkesilaos dogmatisierend wiedergab und damit verfälschte.
Unklar ist, wie Arkesilaos das schwierige Problem löste, eine mit dem Prinzip der Urteilsenthaltung kompatible Handlungstheorie zu entwickeln. Kritiker argumentierten, jede Handlung setzte Zustimmung des Handelnden zu ihr voraus. Wer sich des Urteilens prinzipiell enthalte, könne keinen Entschluss fassen und ausführen und bleibe daher zur Untätigkeit (apraxía) verdammt. Wie Sextus Empiricus berichtet, bezeichnete Arkesilaos das „Wohlbegründete“ (to eúlogon) als Richtschnur für das Erstrebens- bzw. Vermeidenswerte. Für ethisch wohlbegründet habe er eine Handlung dann gehalten, wenn sie sich nach ihrer Ausführung vernünftig begründen lässt. Wenn man sich an das Wohlbegründete halte, stelle sich die Glückseligkeit (Eudaimonie) ein.
Hierfür sind in der Forschung unterschiedliche Deutungen vorgeschlagen worden. Ein Ansatz hebt hervor, dass das Wohlbegründete sich erst nach der Tat als solches erweist, also vom Handelnden kein schon vorher vorhandenes Wissen erwartet wird. Dies behebt aber nicht die Schwierigkeit, dass der Handelnde dann zunächst einer bloßen Meinung folgt, statt sich philosophisch korrekt des Urteils zu enthalten, und nachträglich doch Wissen zu erlangen scheint. Nach einer anderen Interpretation hat Arkesilaos in der Ethik das Gebot der Urteilsenthaltung gelockert; mit der Verwendung des Begriffs „das Wohlbegründete“ wollte er der Ausweglosigkeit eines völligen Mangels an Entscheidungskriterien entgehen. Einem dritten Erklärungsvorschlag zufolge hat er die Lehre vom Wohlbegründeten nicht als eigene Überzeugung vertreten, sondern sie nur als Hypothese im Rahmen seiner Auseinandersetzung mit den Stoikern diskutiert. Eine vierte Deutung lässt sich aus Erörterungen Plutarchs, der auf Kritik an der akademischen Skepsis eingeht, erschließen. Sie besagt, Arkesilaos halte eine Handlung nicht deswegen für wohlbegründet, weil der Handelnde ihr aufgrund eines Wissens, über das er verfügt, zustimmt. Die Wohlbegründetheit sei vielmehr für ihn dann gegeben, wenn der handelnde Mensch einem natürlichen Impuls folgt, der ihn zum Zuträglichen (oikeíon) hinlenkt und es ihm als wohlbegründet erscheinen lässt. So gesehen handelt es sich um Wohlbegründetheit nicht aus der Perspektive eines menschlichen Beurteilers, der die Wohlbegründetheit seines Tuns bzw. Unterlassens nachweisen könnte, sondern unter dem Gesichtspunkt der Natur, die das menschliche Verhalten steuert. Eine Schwäche dieser Position, die den stoischen Kritikern nicht entging, besteht darin, dass in diesem Fall ohne vernünftige Abwägung gehandelt wird, denn das Zuträgliche wird instinktiv erkannt. Wenn die menschliche Vernunft am Zustandekommen solcher Handlungen nicht beteiligt ist, wird sie als lenkende Instanz entthront. Dies widerspricht dem herkömmlichen antiken – auch platonischen – Verständnis vom philosophischen Leben.
Die ungünstige Quellenlage lässt eine eindeutige Klärung der Frage nicht zu. Immerhin ist nach heutigem Forschungsstand davon auszugehen, dass die Natur, die dem Menschen das ihm Zuträgliche als wohlbegründet erscheinen lässt, bei Arkesilaos als normative, handlungslenkende Instanz eine zentrale Rolle gespielt hat. Dabei ging er wahrscheinlich von einem Verständnis des Verhältnisses von Natur und menschlichem Handeln aus, das er bei seinen Lehrern Polemon und Krantor kennengelernt hatte.

### Verhältnis zu anderen Philosophenschulen

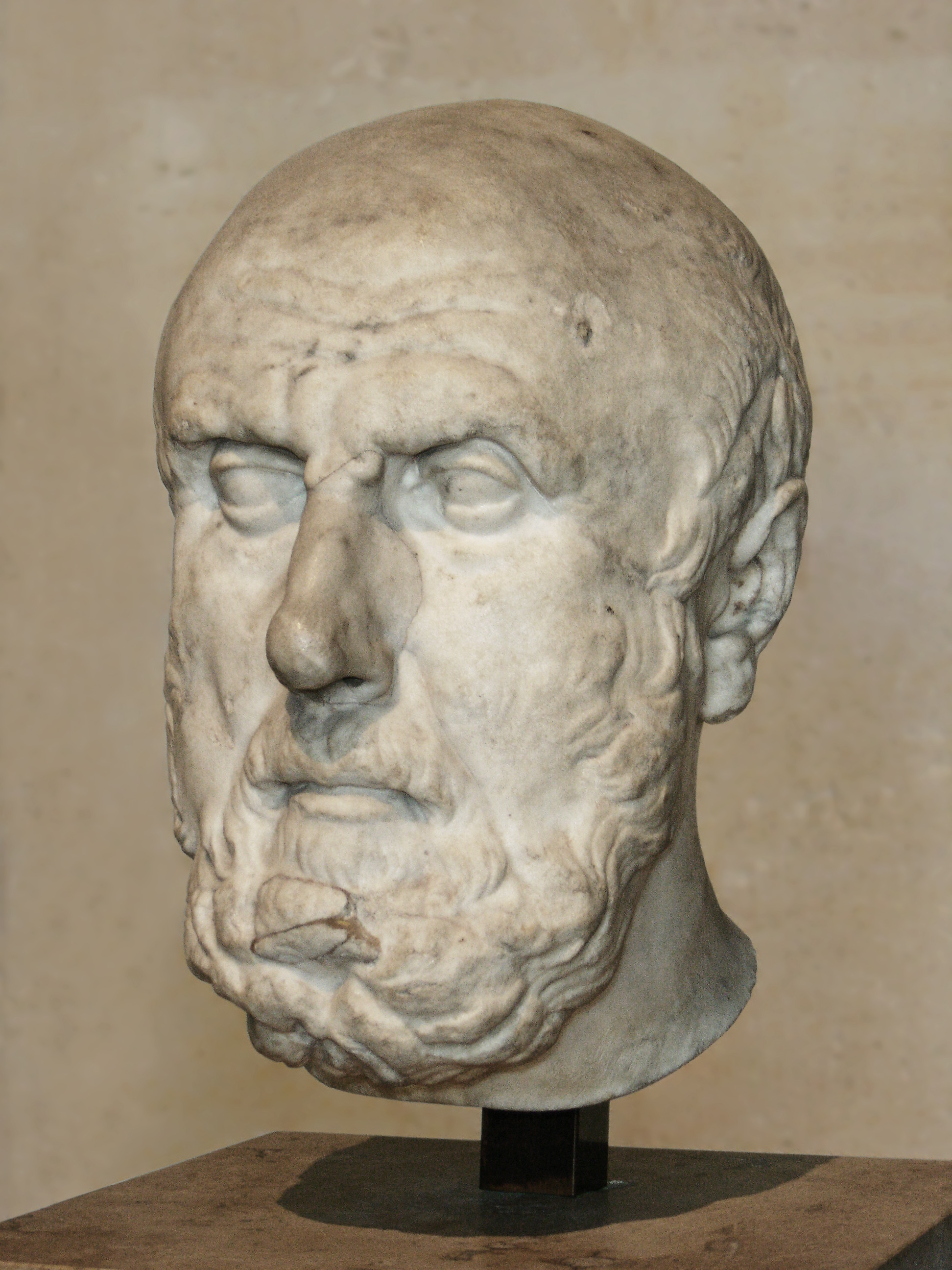
Chrysippos, ein prominenter zeitgenössischer Gegner der Philosophie des Arkesilaos

Arkesilaos bekämpfte Ansichten von Stoikern und Epikureern und wurde seinerseits von Anhängern der rivalisierenden Philosophenschulen angegriffen. Kolotes von Lampsakos, ein Schüler Epikurs, polemisierte gegen ihn. Der prominente Stoiker Chrysippos verfasste Schriften gegen seine Lehre, von denen eine den Titel Gegen das Methödchen des Arkesilaos trug (mit „Methödchen“ war vielleicht ein einschlägiges Werk des Kritisierten gemeint).
Ein anderer Zeitgenosse, der Skeptiker Timon, kritisierte Arkesilaos in seinen Silloi, einem Werk, in dem er zahlreiche Philosophen verspottete. Später verfasste Timon jedoch eine Schrift Totenmahl für Arkesilaos, in der er ihm Anerkennung zollte. Timon behauptete ebenso wie der Stoiker Ariston von Chios, der zeitweilig mit Arkesilaos bei Polemon studiert hatte, dass die Lehre Pyrrhons von Elis, des Begründers der „pyrrhonischen“ Skepsis, auf Arkesilaos eingewirkt habe. Timons anfängliche Kritik an Arkesilaos ist wohl darauf zurückzuführen, dass er die akademische Skepsis als unoriginelle Nachahmung der pyrrhonischen, seiner eigenen Richtung, herabsetzen wollte.
Die auffälligen Übereinstimmungen der akademischen und der pyrrhonischen Skepsis, die später auch Sextus Empiricus hervorhob, lassen die Annahme einer Beeinflussung plausibel erscheinen, und Diogenes Laertios berichtet, Arkesilaos habe Pyrrhon bewundert. Der Einfluss Pyrrhons auf Arkesilaos ist allerdings im Einzelnen schwer nachzuweisen und wird in der Forschung kontrovers diskutiert. Ein Unterschied besteht in der Einstellung zur Existenz objektiver Wahrheit. Die Pyrrhoneer bezweifelten angesichts der Undurchdringlichkeit der Phänomene sogar, dass Begriffe wie „wahr“ und „falsch“ überhaupt sinnvoll auf Aussagen über Dinge der Außenwelt bezogen werden können. Arkesilaos und die ihm folgenden akademischen Skeptiker hingegen forderten zwar angesichts der menschlichen Unwissenheit Urteilsenthaltung, hielten aber doch die Aussagen über die äußere Wirklichkeit für notwendigerweise objektiv wahr oder falsch. Sie bestritten nur, dass die Richtigkeit oder Unrichtigkeit einer solchen Aussage im Einzelfall ermittelbar ist, da es an Kriterien zur Bestimmung des Wahrheitsgehalts fehle.
In seiner Auseinandersetzung mit den Stoikern verwendete Arkesilaos stoische Begriffe – die allerdings teilweise älteren Ursprungs waren – und ging von stoischen Konzepten wie der „Zustimmung“ zu einer auftauchenden Vorstellung aus. Ob er dies ausschließlich zum Zweck der Argumentation und Widerlegung tat oder den stoischen Prämissen eine gewisse Berechtigung und Brauchbarkeit zubilligte, ist in der Forschung umstritten; die Forschungsliteratur dazu ist reichhaltig. Wegen seiner zeitweiligen Teilnahme am Unterricht Theophrasts ist ein Einfluss peripatetischen Denkens auf seine Philosophie vermutet worden. Es fällt auf, dass die skeptischen Akademiker zwar mit Schärfe gegen stoische und epikureische Lehrsätze auftreten, aber nie gegen den Peripatos polemisieren. Bisher ist es aber nicht gelungen, den mutmaßlichen peripatetischen Einfluss auf Arkesilaos konkret plausibel zu machen.

## Rezeption

### Antike
Zu den Schülern des Arkesilaos gehörten Apelles von Chios, Apollonios von Megalopolis, Arideikas von Rhodos, der Komiker Baton, Demophanes von Megalopolis, Demosthenes von Megalopolis, Dionysios von Kolophon, Dorotheos von Amisos, Dorotheos von Thelphusa, Ekdemos von Megalopolis, Lakydes von Kyrene, der sein Nachfolger als Scholarch wurde, Panaretos, Pythodoros, Telekles von Metapont und Zophyros von Kolophon. Auch Eratosthenes, der später ein berühmter Gelehrter wurde, nahm an seinem Unterricht teil und äußerte sich sehr anerkennend über ihn. Der Stoiker Chrysippos, der später als Gegner seiner Philosophie hervortrat, besuchte ebenfalls seine Lehrveranstaltungen. Die von ihm initiierte „Jüngere Akademie“ blieb bis zu ihrem Ende im 1. Jahrhundert v. Chr. seiner skeptischen Einstellung grundsätzlich treu, wandelte sie aber erheblich ab, vor allem mit der Einführung von Wahrscheinlichkeitsüberlegungen.
Der Stoiker Ariston von Chios, ein Zeitgenosse des Arkesilaos, warf ihm – einen Vers Homers abwandelnd – vor, er sei vorn Platon, hinten Pyrrhon (von Elis) und in der Mitte Diodor. Damit meinte Ariston, die Philosophie seines Gegners beruhe auf einem missglückten Eklektizismus, einer monströsen Kombination disparater Elemente. Nur „vorn“, also angeblich oder dem Anschein nach, sei Arkesilaos Platoniker. Einen ähnlichen Vorwurf erhob – allerdings aus ganz anderer Perspektive – der Pyrrhoneer Timon von Phleius. Er behauptete, Arkesilaos sei als Platoniker ursprünglich Dogmatiker gewesen, habe als solcher jedoch argumentativ Schiffbruch erlitten und sich daraufhin gerettet, indem er zu Pyrrhon und Diodor geschwommen sei, das heißt im Skeptizismus Zuflucht gefunden habe.
Cicero schätze Arkesilaos, hielt ihn für einen authentischen Erben der Sokratik und sah in seinem Skeptizismus eine legitime Ausprägung des Platonismus, die Hervorhebung eines bestimmten Aspekts der sokratisch-platonischen Tradition. Zu einer ganz anderen Einschätzung gelangten „dogmatische“ Platoniker, nachdem im 1. Jahrhundert v. Chr. eine Gegenbewegung zum akademischen Skeptizismus und Rückkehr zum Prinzip der Urteile und Lehrmeinungen eingesetzt hatte. Mittelplatoniker wie Antiochos von Askalon und Numenios sahen in Arkesilaos einen Neuerer, der vom Platonismus abgefallen sei und die platonische Tradition zerstört habe.
Die Kirchenväter Laktanz und Eusebios von Caesarea befassten sich mit Arkesilaos im Rahmen ihrer Auseinandersetzung mit der griechischen Philosophie. Eusebios hielt die Bemühungen des skeptischen Akademikers für fruchtlos, Laktanz warf ihm vor, seine Skepsis sei selbstwiderlegend.

### Moderne
Die moderne Forschung bemüht sich um eine ausgewogene Beurteilung der Persönlichkeit und philosophiehistorischen Rolle des Begründers der akademischen Skepsis. Walter Burkert meint, Arkesilaos habe einen frischen Wind in die Schuldebatten gebracht, der „der wahren Philosophie zugute kam und vorzeitige Erstarrung, ja Vergreisung verhütet hat“. Anthony Long hebt hervor, dass sein Auftreten ein Abgleiten der hellenistischen Philosophie in Unklarheit, Dogmatismus und fruchtlose Spekulation verhindert habe. Woldemar Görler stimmt dem zu und bemerkt, die Erkenntniskritik des Arkesilaos sei auch seinen stoischen Gegnern zugutegekommen. Er gibt aber auch zu bedenken, dass sich die akademische Skepsis in bloßer Widerlegung gegnerischer Behauptungen erschöpft habe und dass sie kaum in der Lage gewesen sei, etwas Neues und Konstruktives an die Stelle der von ihr bekämpften Lehren zu setzen. Gewürdigt wird Arkesilaos’ Fähigkeit, Andersdenkende zu respektieren und aus sachlichen Meinungsverschiedenheiten keine persönlichen Konflikte zu machen. Dass sich ein so unkonventioneller und unbequemer Denker wie er als Leiter der Akademie behaupten und ihr eine neue Ausrichtung geben konnte, lässt die Flexibilität der von Platon gegründeten Schule erkennen.